# فريدريك وينسور
فريدريك وينسور (بالإنجليزية: Frederick Winsor)‏ هو طبيب عسكري وجراح أمريكي، ولد في 2 أكتوبر 1829 في بوسطن في الولايات المتحدة، وتوفي في 25 فبراير 1889.